# 茲沃倫縣

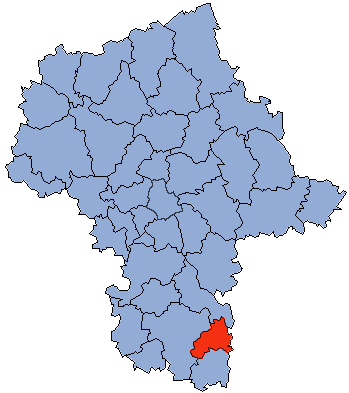

51°21′25″N 21°35′2″E / 51.35694°N 21.58389°E
茲沃倫縣（波蘭語：Powiat zwoleński），是波蘭的縣份，位於該國中東部，由馬佐夫舍省負責管轄，首府設於茲沃倫，面積571平方公里，2006年人口37,183，人口密度每平方公里65人。